# BMW R 1150 R
BMW R 1150 R je motocykl kategorie naked-bike, vyvinutý firmou BMW, vyráběný v letech 2000–2005. Jeho předchůdcem byl model BMW R 1100 R, nástupcem se stal model BMW R 1200 R.
S předchůdcem R 1100 R nemá mnoho společného. Čtyřdobý, vzduchem a olejem chlazený osmiventilový dvouválec boxer s obsahem 1130 cm³ je použit z cestovního endura R 1150 GS, které je vyráběno od roku 1999, stejně jako šestistupňová převodovka.
Technickou lahůdkou je použití brzdového systému BMW EVO se zvýšeným brzdným účinkem, který ve spojení s příplatkovým integrovaným ABS třetí generace tvoří jednu z nejdokonalejších a nejúčinnějších brzdových soustav své doby. Zavěšení předního kola Telelever a kardanu v kyvném rameni letmo uloženého kola zadního je pro dvouválcové boxery BMW charakteristické. Dominujícím prvkem je široká palivová nádrž (20,4 l) s postranními chladiči oleje, které elegantní křivkou přecházejí do prolisů pro jezdcova kolena. Na ně je také směrován teplý vzduch proudící od olejových chladičů, což přispívá k pohodě řidiče v chladném počasí. Klínovitý přední blatník je optickým prodloužením nádrže a spojení těchto dvou částí dodává celkovému vzhledu dynamický charakter. S mohutnou přední části stroje kontrastují štíhlé zadní partie, vše dotvářejí litá kola s pěti dvojitými paprsky a výfuková soustava 2-1. Sedlo lze snížit na 770 mm.

## Technické parametry
- Rám:
- Suchá hmotnost:
- Pohotovostní hmotnost: 239 kg
- Maximální rychlost: 197 km/h
- Spotřeba paliva: 5 l/100 km